# Conferentie van Dumbarton Oaks
De Conferentie van Dumbarton Oaks (officieel de Washington Conversations on International Peace and Security Organization) was een reeks internationale diplomatieke ontmoetingen tijdens de Tweede Wereldoorlog van de geallieerden waar werd besproken, onderhandeld en overeenstemming bereikt over de hoofdlijnen van een verdrag tot de oprichting van een algemene internationale organisatie die na de oorlog zou moeten gaan waken over internationale vrede en zekerheid. Het zou de opvolger moeten zijn van de Volkenbond (League of Nations), opgericht in 1920 door de geallieerden die in de Eerste Wereldoorlog tegen Duitsland en bondgenoten vochten om een nieuwe vergelijkbaar destructieve oorlog te voorkomen. Die organisatie zou de Verenigde Naties worden, de naam die de geallieerden zich als groep bondgenoten vanaf 1942 al hadden gegeven.

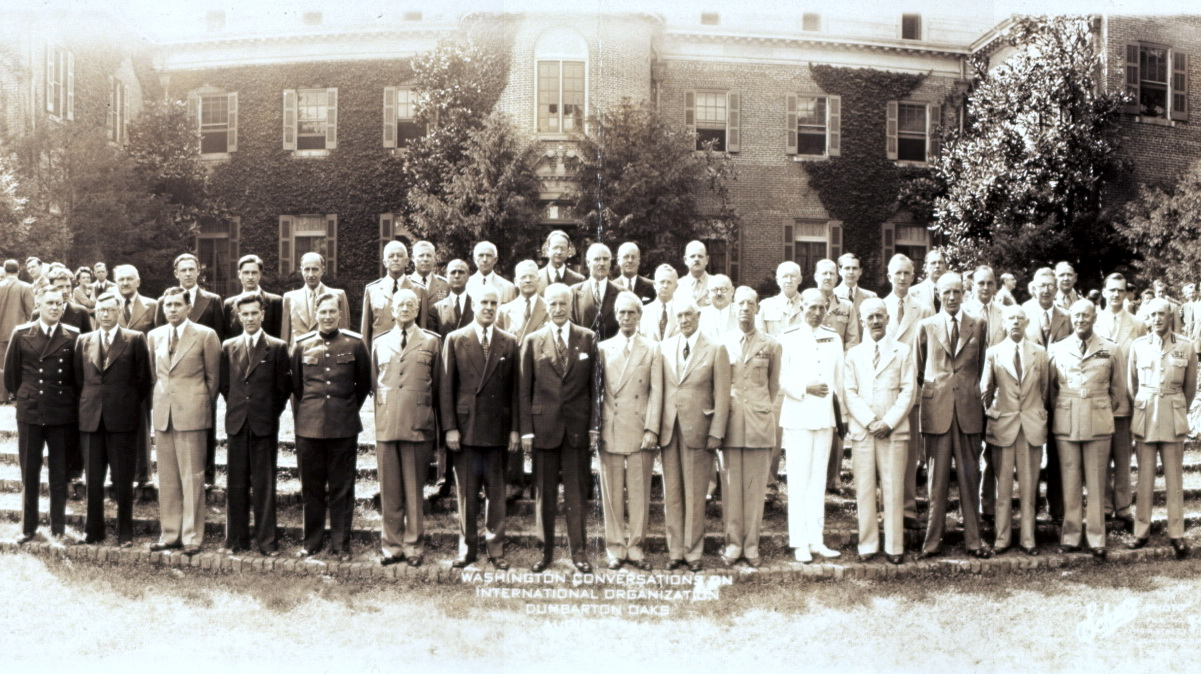
Deelnemers aan de conferentie

De conferentie duurde van 21 augustus 1944 tot en met 7 oktober 1944. Deelnemende landen waren de Verenigde Staten, het Verenigd Koninkrijk, de Sovjet-Unie en de Republiek China, elk met meerdere vertegenwoordigers. Voorzitter was de Amerikaanse onderminister van buitenlandse zaken Edward Stettinius, Jr., onder de vertegenwoordigers waren de Soviet ambassadeur in de Verenigde Staten, Andrei Gromyko; Wellington Koo, de Chinese ambassadeur in Engeland; Sir Alexander Cadogan, Engelse onderminister van buitenlandse zaken en Edward Wood, Earl of Halifax, de Engelse ambassadeur in de Verenigde Staten.
De conferentie werd gehouden in Dumbarton Oaks, een landhuis in particulier bezit in Georgetown, Washington D.C. dat door de eigenaren ter beschikking was gesteld.
Hoofdonderwerp van de conferentie was uitvoer te geven aan voorlopige afspraken gemaakt tussen de ministers van buitenlandse zaken van de drie grote mogendheden van dat moment, de Verenigde Staten, Engeland en Rusland in Moskou in 1943, om na de oorlog te komen tot een internationale organisatie om de vrede te bewaren. Daar had men besloten ook China als deelnemer in de liga van grote mogendheden uit te nodigen.
Bedoeling was voldoende concrete voorstellen te formuleren op basis waarvan na de oorlog met veel meer landen kon worden gekomen tot de oprichting van een internationale organisatie. Er werd onder andere gediscussieerd over de formatie van een Veiligheidsraad, de stemrechten en het vetorecht dat leden van deze Veiligheidsraad moesten krijgen en welke staten uitgenodigd zouden moeten worden om lid te worden van de organisatie. Men kwam tot het gemeenschappelijk streven de internationale organisatie op te richten maar men vond nog geen overeenstemming over de manier van stemmen in de Veiligheidsraad. Dat vraagstuk zou worden opgelost tijdens de Conferentie van Jalta in 1945.
De voorstellen overeengekomen in Dumberton Oaks, met de amendementen van Jalta, lagen aan de basis voor de besprekingen en onderhandelingen tijdens de San Francisco Conferentie, waar in 1945 de oprichtingsverklaring voor de Verenigde Naties werd overeengekomen.